# جورج شوستر
جورج شوستر (بالإنجليزية: George Ernest Schuster)‏ هو سياسي بريطاني وبريطاني (وحمل سابقاً جنسية المملكة المتحدة لبريطانيا العظمى وأيرلندا)، ولد في 25 أبريل 1881، وتوفي في 5 يونيو 1982. في الانتخابات الفرعية في مجلس العموم البريطاني ‏، انتخب عضو برلمان المملكة المتحدة الـ37 عن دائرة Walsall (UK Parliament constituency) ‏ (16 نوفمبر 1938 – 15 يونيو 1945).